# Ramon Perellos y Roccaful
Ramon Perellos y Roccaful (ur. 17 września 1637; zm. 10 grudnia 1720 w Valletcie) – był od lutego 1697 do śmierci 64. wielkim mistrzem zakonu joannitów.
Ramon Perellos y Roccaful był hiszpańskim szlachcicem pochodzącym z Aragonii. Na Maltę przybył w 1653 roku wkrótce po wstąpieniu do zakonu. W 1697 roku został wybrany Wielkim Mistrzem. W czasie jego panowania rozbudowano baterie oraz umocnienia istniejących fortyfikacji.
Został pochowany w konkatedrze świętego Jana w Valletcie.